# 圍攻莫斯科

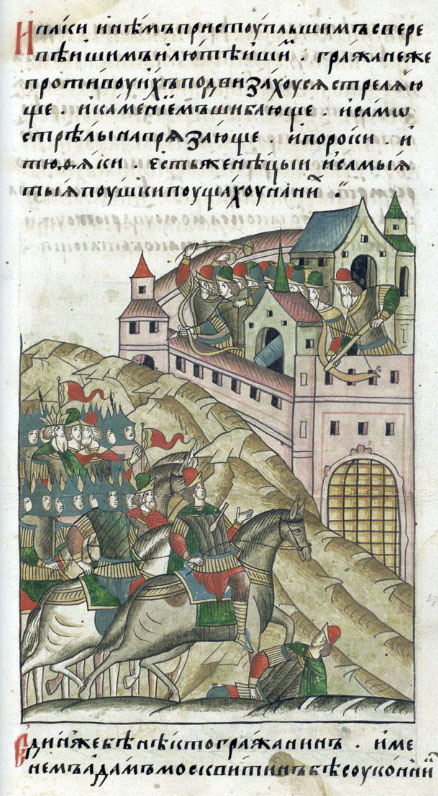
脫脫迷失圍困莫斯科

圍攻莫斯科，是1382年金帳汗國可汗脱脱迷失與莫斯科公國的戰爭。

## 背景
别兒迪别死後，金帳汗國陷入無政府狀態，各地也有人稱汗，在此期間權臣馬麥控制汗國。然而，在1380馬麥被莫斯科大公德米特里·頓斯科伊在顿河流域的库里科沃原野擊敗，不久在卡法被暗殺。然而，在1378白帳汗斡兒答後人脱脱迷失在帖木兒支持下成為白帳汗國可汗再統一金帳汗國。

## 攻城
1382年脱脱迷失要求羅斯公國恢復納貢，8月23日圍困莫斯科。他放消息只要投降就不會傷害這個城市，說服莫斯科人打開城門，在這種情況下三天後莫斯科人打開城門，韃靼人入城後殺了24000人。

## 劫後餘生
這場戰爭後蒙古人恢復了對俄羅斯的統治，重新建立了金帳汗國的地區大國地位。但他做出了發動戰爭反對他的支持國帖木兒的災難性決定，之後金帳汗國一蹶不振。